# The Magazine Spies
The Magazine Spies foi um banda pós-punk inglesa da cidade de Horley. Estiveram activos entre 1979 e 1980, e são conhecidos por os seus membros terem ido tocar no The Cure, Fools Dance e outros projectos relacionados. Os Magazine Spies eram também conhecidos por The Magspies e Mag/Spys.